# Daogao
Daogao är en socken i nordvästra Kina. Den ligger i Jonê härad i den autonoma prefekturen Gannan för tibetaner i provinsen Gansu, omkring 180 kilometer söder om provinshuvudstaden Lanzhou. Antalet invånare är 4 813. Befolkningen består av 2 241 kvinnor och 2 572 män. Barn under 15 år utgör 27,0 %, vuxna 15-64 år 63 %, och äldre över 65 år 9,0 %.